# Zazanisa
Zazanisa là một chi bướm đêm thuộc họ Noctuidae. Theo danh mục tên tham khảo của các loài thuộc bộ Lepidoptera trong Bảo tàng Anh (Lịch sử Tự nhiên), Zazanisa là tên đồng nghĩa của Cacographis Lederer, 1863 và có thể được xếp vào Crambidae, Midilinae.

## Các loài
Nếu chi này được phân loại đúng thì nó gồm 1 loài:
- Zazanisa specularis Walker, 1865